# The Patsy (pel·lícula de 1928)
The Patsy és una pel·lícula muda de comèdia dramàtica estatunidenca del 1928 dirigida per King Vidor, coproduïda i protagonitzada per Marion Davies per a Cosmopolitan Productions, i publicat per Metro-Goldwyn-Mayer. Es va basar en una obra de teatre del mateix nom de Barry Conners, i va servir com a pel·lícula de retorn de Marie Dressler després d'una llarga caiguda en la seva carrera cinematogràfica. Davies va interpretar la descuidada i oprimida Patricia, la filla menor d'una casa governada per una mare imperiosa (Dressler) i una germana egoista (Jane Winton). Els intertítols han estat traduïts al català.

## Repartiment
- Marion Davies com a Patricia Harrington
- Orville Caldwell com Tony Anderson
- Marie Dressler com a Ma Harrington
- Lawrence Gray com a Billy Caldwell
- Dell Henderson com a Pa Harrington
- Jane Winton com a Grace Harrington

## Producció
The Patsy va veure Marion Davies protagonitzar la seva 27a pel·lícula. Aquesta va ser la primera pel·lícula de tres de Davies amb el director King Vidor i l'única vegada que va aparèixer amb Marie Dressler.

## Llançament i llegat
La pel·lícula va rebre bones crítiques i va ser un èxit de taquilla. Hearst i MGM van assignar posteriorment a Vidor perquè comencés a treballar en un altre vehicle per a Davies. The Patsy també va servir com a vehicle de retorn per a Dressler.
El febrer de 2020, la pel·lícula es va projectar al 70è Festival Internacional de Cinema de Berlín, com a part d'una retrospectiva dedicada a la carrera de King Vidor.